# David Broza
David Broza (דויד ברוזה) (Haifa, 4 de setembre de 1955) és un cantant israelià de gran èxit al seu país natal.
El seu avi, Wellsley Aron, va fundar l'assentament àrab-israelià de Neve Shalom (Oasi de Pau) i el moviment juvenil Habonim Dror.
Fill d'un home de negocis britànic i una cantant folk es va criar entre Anglaterra i Espanya; de petit va voler ésser artista gràfic i amb 17 anys, venia quadres al Rastro de Madrid. Després del servei militar israelià, va començar a tocar a cafès i va acabar gravant un disc. Té tres fills i resideix entre Israel i Nova Jersey.
El seu debut als Estats Units, l'àlbum Away From Home, va ser aclamat pel New York Times. També ha tingut èxit a Europa la seva cançó Raquel que va servir com capçalera d'una sèrie de TVE; el seu àlbum Isla Mujeres es va editar a Espanya i a molts altres països. Todo o Nada, el seu darrer àlbum, també s'ha editat en castellà.
Com activista, ha participat en diverses missions humanitàries i ha estat ambaixador de bona voluntat de l'UNICEF. La seva cançó Together (coescrita amb Ramsey McLean) va ésser seleccionada per a la celebració del 50è aniversari de l'UNICEF. Ha fet una gira per l'Orient Mitjà amb el músic jordà Hani Naser per a promoure la pau a través de la música.

## Discografia
- 2002 Todo o nada
- 2002 All or Nothing
- 2002 Painted Postcard
- 2001 Spanish Heart
- 2000 Isla mujeres
- 1999 Matchil Linshom
- 1995 Sodot Gdolim
- 1994 Stonedoors
- 1994 Second Street
- 1994 Elements of Love
- 1994 Masada Live
- 1993 Time of Trains
- 1992 Neshika Gnuva
- 1990 First Collection
- 1989 Away from Home
- 1987 A Poet in New York
- 1984 Broza
- 1983 Haisha Sheiti
- 1981 Klaf
- 1979 David Broza
- 1978 Hakeves Ha Shisha Asar
- 1977 Sikhot Salon